# エフ・オー・アーキテクツ
エフ・オー・アーキテクツ（foreign office architects, foa, FOA）はファシッド・ムサヴィ（Farshid Moussavi、1965年 - ）とアレハンドロ・ザエラ・ポロ（Alejandro Zaera Polo、1963年 - ）によって1995年にロンドンに設立された建築設計事務所。
設計方法の特徴としてコンピュータの利用が挙げられる。一般的にコンピュータ画面上の図は模型の補助・代用に過ぎないのだが、エフ・オー・アーキテクツは日本での作品である横浜港大さん橋国際客船ターミナル（通称 大さん橋）の設計ではコンペ応募時からCGを用い、コンペ獲得後完成まで構造を担当した日本の事務所SDGが部分模型を作る以外の模型製作を禁じるなど、ほとんどの思考をコンピュータ画面を前に重ねて設計する。

## 略歴
ファシッド・ムサヴィは1965年にイランに生まれ、ハーヴァード大学GSD、ロンドン大学大学院で建築の学位を取得。1988年、レンゾ・ピアノのもとで勤務、1991年から1993年にかけてレム・コールハースの主宰する建築設計事務所OMAに勤務。
アレハンドロ・ザエラ・ポロは1963年にマドリードで生まれ、ハーヴァード大学GSD、マドリード建築大学で建築の学位を取得。1991から1992年にかけてOMAに勤務。

## 作品
- 横浜港大さん橋国際客船ターミナル（横浜、日本、2002年）
- BBCミュージック・センター（ロンドン、イギリス、2003年）
- 愛・地球博　スペイン館（愛知、日本、2005年）
- トーレヴィエハ市立劇場（トーレヴィエハ、スペイン、2006年）